# Модель Денисона
Модель Денисона — модель изучения организационной культуры компании, нацеленная на выявление влияния корпоративной культуры на показатели финансовой успешности и эффективности организации .

## История создания
Даниель Денисон (Daniel R. Denison) — бывший научный сотрудник Университета Мичигана (США), занимающийся исследованиями организационной культуры корпораций, а ныне профессор международного Университета развития менеджмента в Лозанне (Швейцария) — в 1984 году опубликовал статью «Bringing Corporate Culture to the Bottom Line», в которой описал опыт по исследованию связей между корпоративной культурой и эффективностью. Для исследования были выбраны 34 компании, представляющие 25 отраслей экономики США, чьи акции, кроме того, были размещены на фондовой бирже Нью-Йорка (NYSE) и Американской фондовой бирже (AMEX). Данные для первого исследования Денисона были получены из архива Института социальных исследований Мичиганского Университета (University of Michigan’s Institute for Social Research). Для проведения исследования были использованы ответы на вопросы более чем 43 тысяч респондентов, изучены финансовые показатели компаний, такие как возврат инвестиций (ROI), коэффициент рентабельности продаж (ROS) и др.
В 1990 году вышла книга Д. Денисона «Corporate culture and organizational effectiveness», где впервые появилась модель Денисона в современном виде.

## Цели использования модели
Модель Денисона анализирует две характеристики развития компании и отвечает на вопросы: направлена ли активность компании вовне или на внутреннюю аудиторию (внешний-внутренний фокус) и способна ли компания быстро реагировать на изменения внешней среды (стабильность-гибкость).
Используя исследования культуры компании, базирующиеся на модели Денисона, руководители компании могут:
- Оценить сильные и слабые стороны развития коммуникации внутри компании;
- Получить представление об областях, которые требуют дальнейшего улучшения.[4]

## Составные части модели
Модель представляет собой окружность, разделенную на четыре сектора и четыре измерения. Оценка одновременно двух секторов дает представление об измерении (внешний/внутренний фокус, стабильность/гибкость).
В центре круга модели Денисона располагаются верования и ожидания — чувства, которые сотрудник испытывает к сослуживцам, компании, конкурентам, клиентам. Чувства, в соответствии с которыми строится поведение человека. Эти верования и ожидания определяют и культуру корпорации. Модель Денисона позволяет понять скрытые верования и ожидания сотрудников, которые могут в конечном итоге повлиять на эффективность компании.

### Измерения модели
Модель дает представление о четырех измерениях:
- внешний фокус
- внутренний фокус
- стабильность
- гибкость

#### Динамическое развитие компании (вертикальное комбинирование)
Модель Денисона подразумевает два возможных варианта активности компании — она может быть либо гибкой (flexible), либо стабильной (stable). За показатели гибкости отвечают секторы адаптивности и вовлеченности. Высокоразвитые адаптивность и вовлеченность обеспечивают компании быстрый ответ на изменяющиеся условия внешней среды, они применяют инновационные способы в своей работе с целью максимального удовлетворения потребностей клиента.
Компания может считаться стабильной, если у неё хорошо развита миссия и согласованность. Такого рода компании стараются предсказывать ситуации, которые могут возникнуть на рынке, они знают, куда идут, у них есть система методов, с помощью которых они достигают своей цели.

#### Внешний и внутренний фокус (горизонтальное комбинирование)
За внешний фокус развития компании отвечают показатели адаптивности и миссии. Если они развиты на достаточном уровне, то можно судить о компании, как о своевременно реагирующей на изменения, происходящие на рынке, и о готовой изменить что-то в своей структуре, чтобы отвечать новым веяниям рынка. Фокус на внутреннее развитие обозначают показатели согласованности и вовлеченности. Хорошо развитые, эти критерии говорят о стремлении фирмы наладить внутренние связи между сотрудниками.

### Секторы модели
Секторы — это четыре составляющие корпоративной культуры. Объединение двух соседних секторов является измерением показателей эффективности. Уровень развитости секторов позволяет дать ответы на четыре главных вопроса для руководителя компании:
- миссия: знаем ли мы, куда идем?
- адаптивность: улавливаем ли мы потребности рынка?
- вовлечение: наши люди заинтересованы в своей работе и в достижении целей компании?
- последовательность: есть ли у нашей компании цели и порядок действий, которые необходимо выполнять?

Каждый из четырех секторов делится на три определяющих его показателя.

#### Миссия

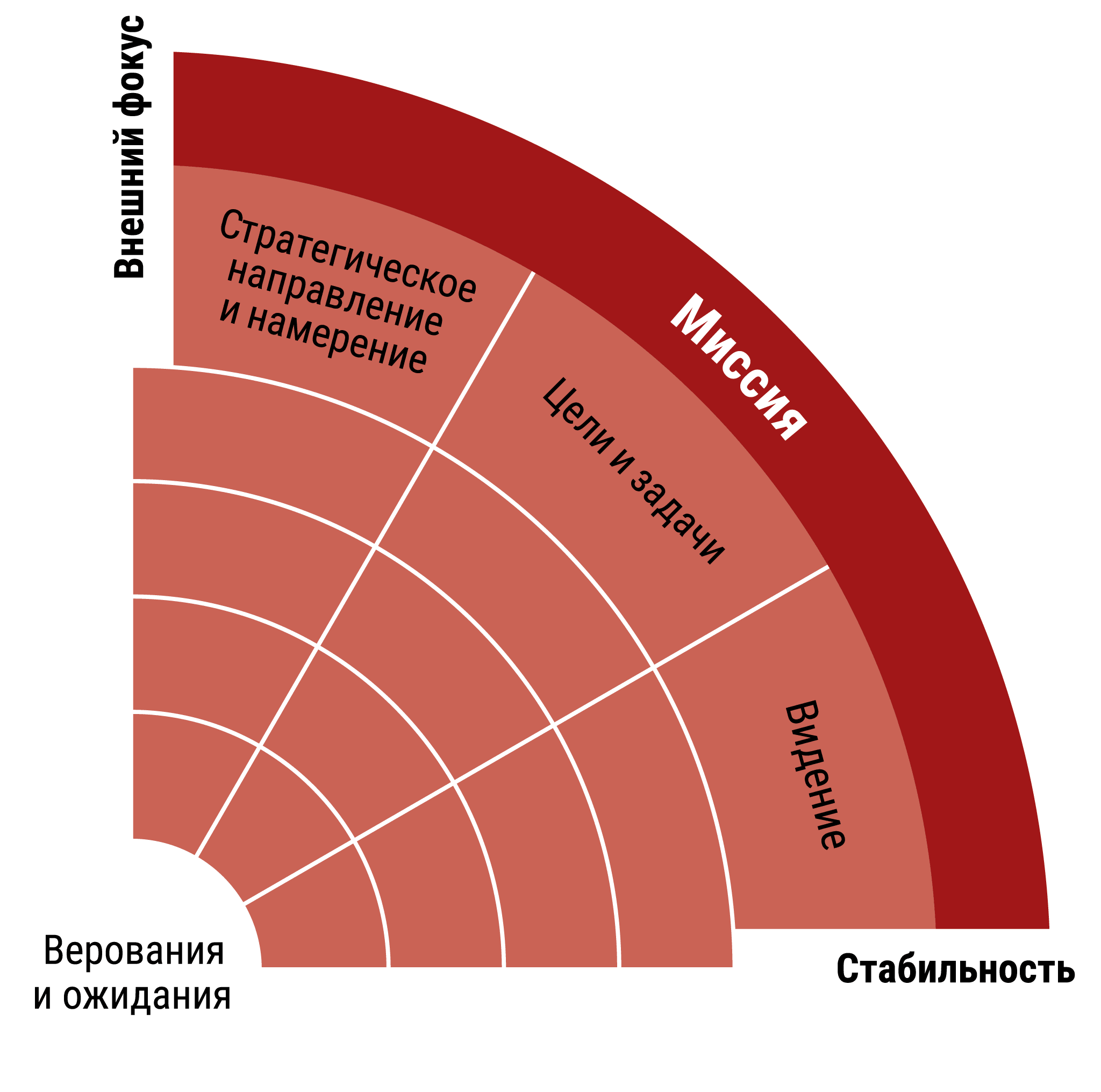
Модель Денисона - Миссия

Миссия определяет значимое направление развитие корпорации.

Три показателя, определяющих миссию, это:
- стратегическое направление и намерение — показатель определяет понимание сотрудников компании стратегий, на которых строится работа их организации и считают ли они их действенными;
- цели и задачи — посредством этого показателя организатор может понять, есть ли ежедневные задачи, которые помогают сотрудникам осознавать их вклад в следование общей стратегии компании;
- видение — с помощью этого показателя можно оценить, считают ли сотрудники правильным желаемое развитие компании, понимают ли они её видение, мотивирует ли оно их на активную работу.

#### Адаптивность

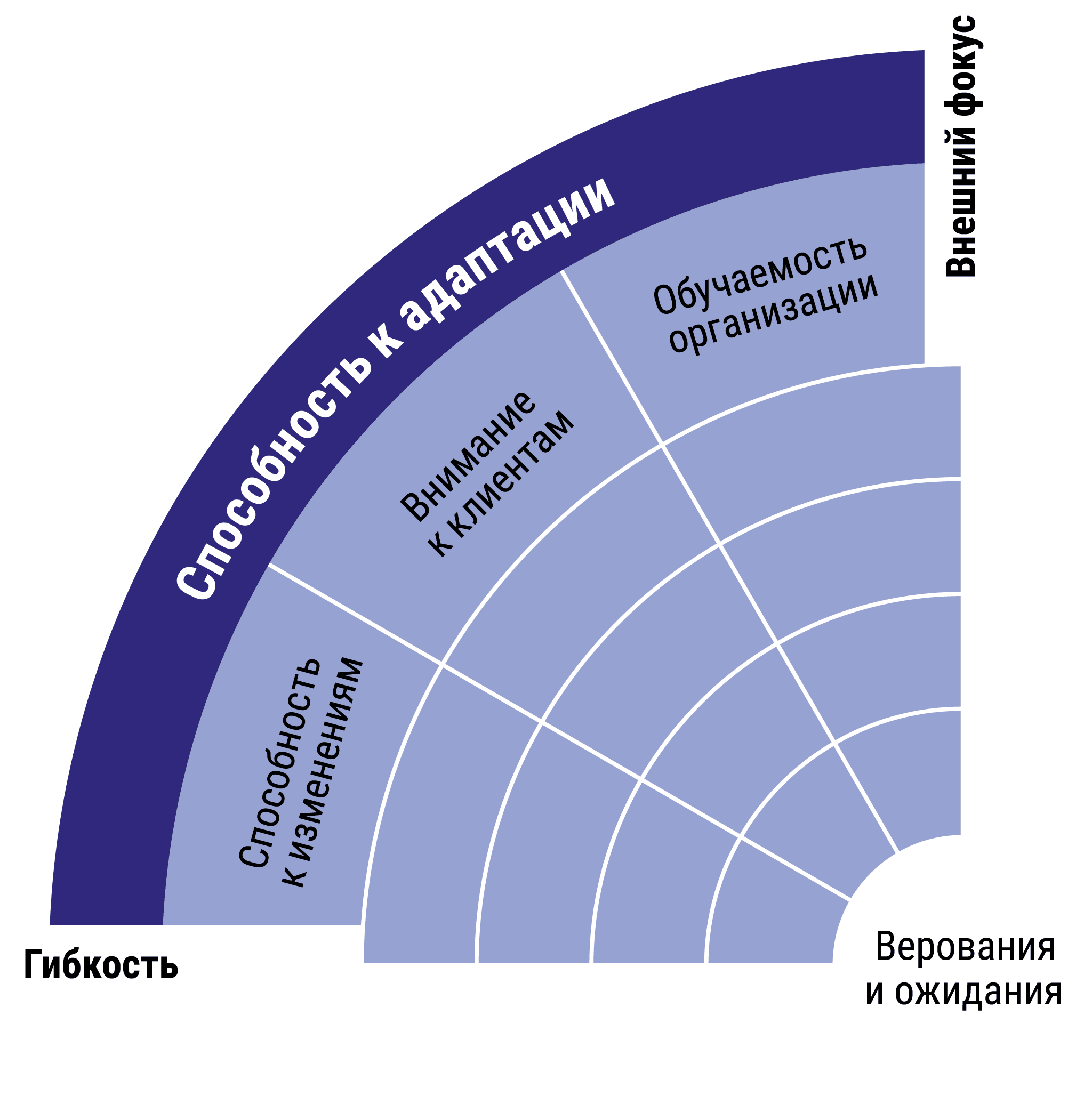
Модель Денисона - Адаптация

Адаптивность трансформирует запросы внешней среды компании в необходимые действия, которые компания должна предпринять для успешности бизнеса 
Показатели, определяющие адаптивность:
- способность к изменениям — показатель определяет способность сотрудников к распознаванию веяний внешней среды, их стремления к передовым способам выполнения своей работы;
- внимание к клиентам — критерий отвечает за способность компании идентифицировать потребности клиента, готовность сотрудников отвечать на их постоянно изменяющиеся нужды; также показатель определяет клиентоориентированность компании;
- обучаемость организации — критерий показывает, является ли обучение важной частью рабочего процесса, создаются ли условия для оправданного риска и развития инноваций, а также происходит ли обмен знаниями внутри организации

#### Вовлеченность

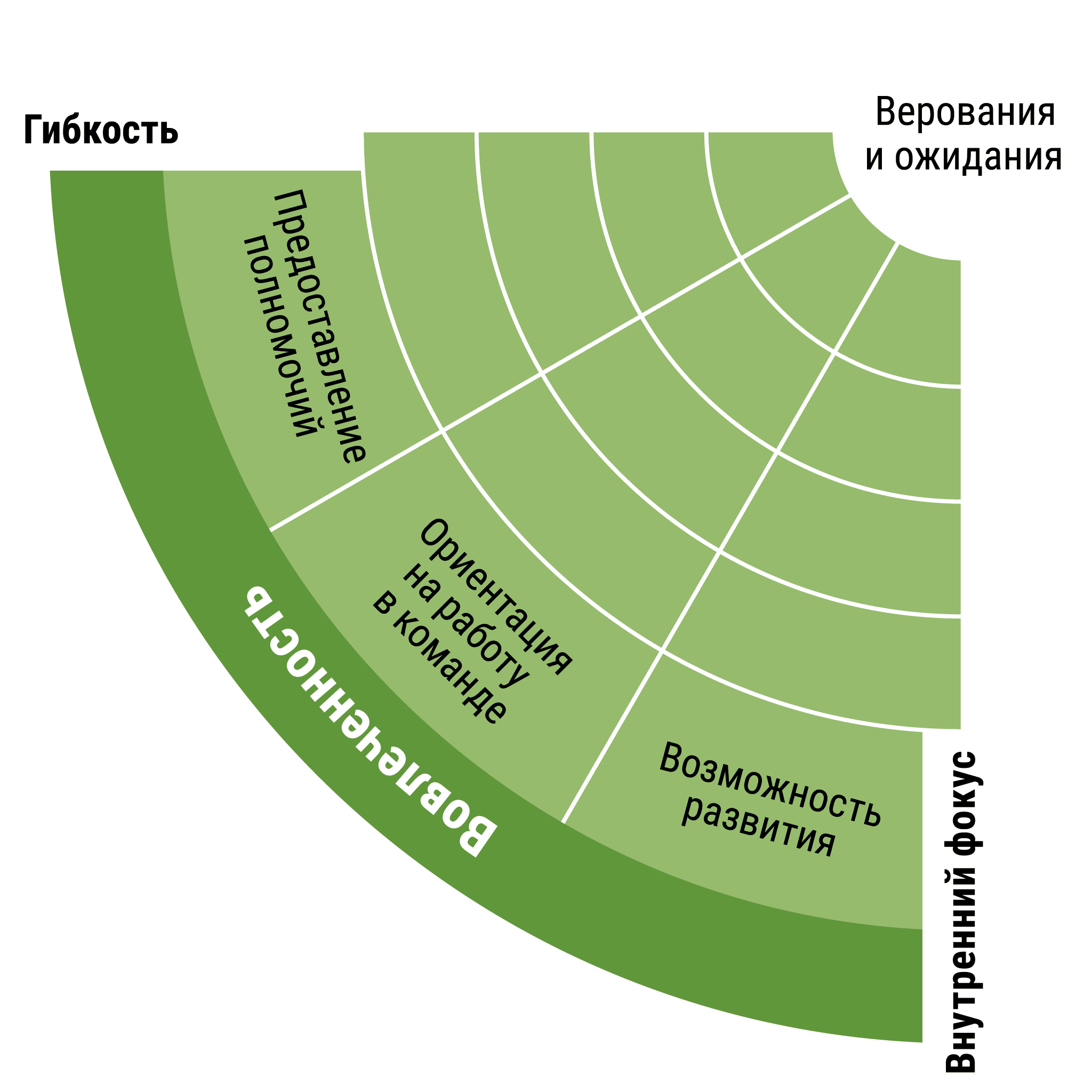
Модель Денисона - Вовлеченность

Сектор вовлеченности обозначает уровень ответственности сотрудников всей компании за общее дело, ориентация компании на человеческий потенциал
Три ключевые черты вовлеченности:
- предоставление полномочий — показатель измеряет степень вовлеченности сотрудников в то, чем они занимаются, считают ли они себя к этому причастными, хорошо проинформированными обо всех деталях;
- ориентация на работу в команде — критерий определяет, поощряется ли командная работа в компании и практикуется ли она, ценят ли сотрудники кооперацию и считают ли они друг друга одинаково ответственными за достижение общих целей;
- возможности развития — показатель дает понять, считают ли сотрудники, что компания вкладывается в развитие их компетенций,  определяют ли они компанию как обладающую достаточной экспертизой для дальнейшего развития и конкуренции.

#### Согласованность

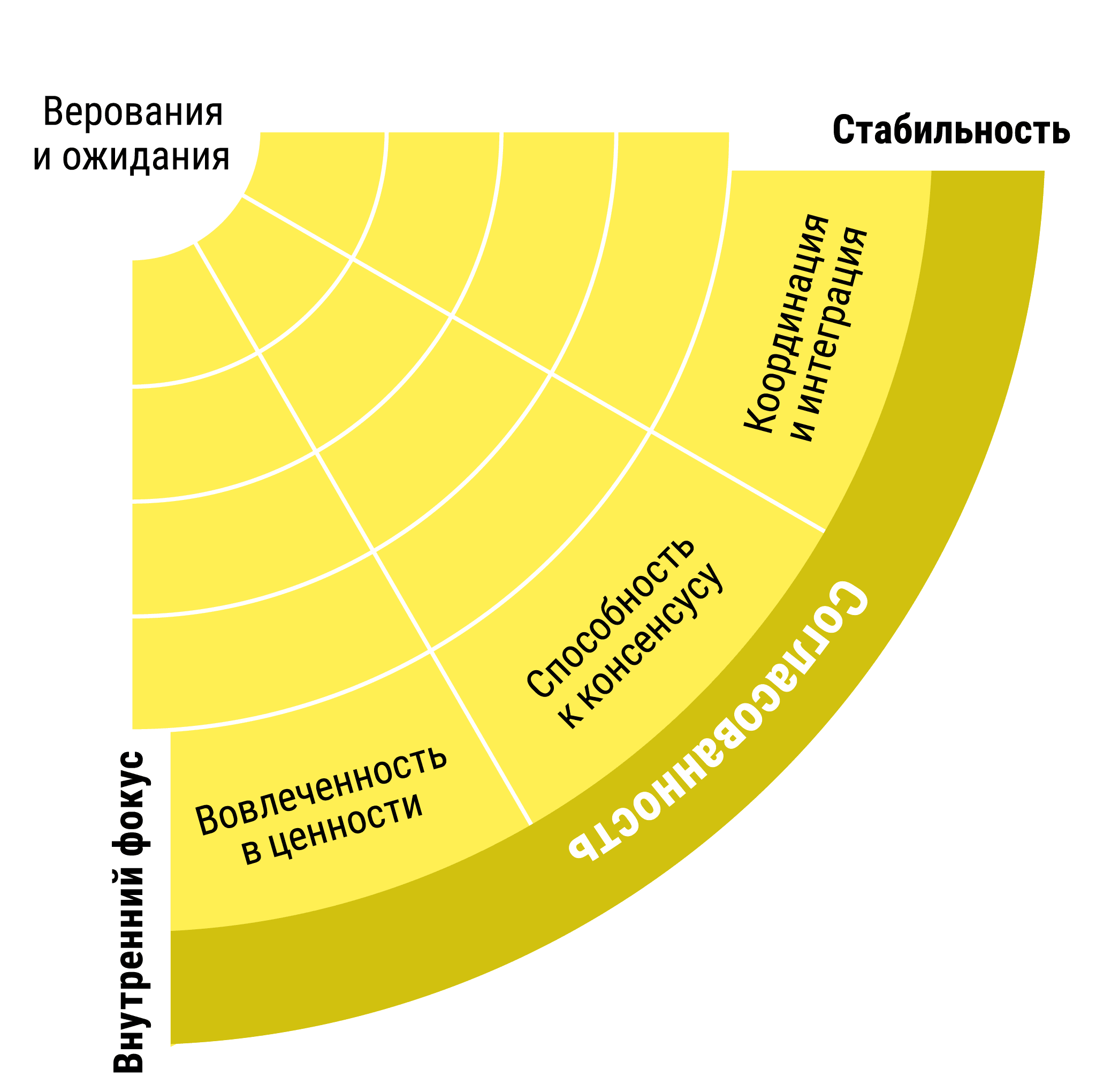
Модель Денисона - Согласованность

Согласованность определяет ценности и системы, которые лежат в основе создания корпоративной культуры.

Три фактора, которые определяют согласованность:
- вовлеченность в ценности — этот показатель идентифицирует, разделяют ли сотрудники ценности компании, идентифицируют ли они себя с компанией, формируются ли вокруг них определенные ожидания в связи с работой в этой компании, лидеры фирмы, участвуют ли они в преумножении этих ценностей для сотрудников;
- способность к консенсусу — данный критерий определяет способность компании идти на уступки и искать компромисс, возможность решать вопросы в конструктивной манере при выявлении разногласий;
- координация и интеграция — показатель демонстрирует, разделяют ли работники разных отделов корпораций одинаковые ценности и нормы.

## Корреляция с показателями эффективности
За время создания и тестирования модели Денисона были найдены корреляции с такими показателями эффективности, как возврат инвестиций (ROI), рентабельность собственного капитала (ROE), рентабельность активов (ROA), качество продукции, её инновационность, удовлетворение запросов потребителя и работников компании, увеличение доли рынка и рост продаж.  Стабильность компании, которая демонстрируется высокими показателями в секторах «Миссия» и «Согласованность», говорит о высокой прибыльности компании, о высоких показателях ROI, ROA, ROE. Хорошо развитые показатели гибкости — адаптивность и вовлеченность — говорит о применении инноваций в работе компании и о высокой степени удовлетворенности запросов клиента. Показатели, отражающие внешний фокус организации (адаптивность и миссия), коррелируют с уровнем общего роста, тогда как высокая вовлеченность и согласованность (внутренний фокус) говорят о высоком качестве и удовлетворенности ожиданий сотрудников.

## Использование модели
Впервые модель стала использоваться 20 лет назад. С тех пор по этой методике свою корпоративную культуру оценили около пяти тысяч организаций. Сегодня, модель используется, в основном, консалтинговым агентством Denison Consulting, предоставляющие два вида анализа с применением модели. Во-первых, это исследование организационной культуры (Denison Organisational Culture Survey (DOCS)). Сотрудникам предоставляется на рассмотрение анкета с 60 вопросами, которые коррелируют с 4 секторами модели и 12 её показателями. Полученные данные агентство сравнивает с другими компаниями, присутствующими в базе агентства. Таким образом, обратившееся за экспертизой организация получает данные о развитии своей организации в контексте других компаний той же отрасли.
Во-вторых, агентство проводит анализ лидерства в компании. На основе модели Денисона анализируется корпоративная культура и лидеры компании, как её создатели. Высокий уровень корпоративной культуры говорит о высоком уровне лидера.

## Другие взгляды на проблему
В конце XX века эффективность организационной культуры предприятия все чаще и чаще поддавалась изучению. Наиболее известной моделью, помимо модели Денисона, является модель конкурирующих ценностей Камерона и Куинна. У обеих моделей сходны содержательные параметры — происходит оценивание корпоративной культуры по четырем параметрам                           (адаптивность, вовлеченность, миссия, согласованность). Однако если модель Денисона подразумевает два измерения эффективности (внешний-внутренний фокус и гибкость-стабильность), то модель конкурирующих ценностей, помимо этого, включает в себя измерение «инструменты-результаты», которое демонстрирует ориентацию компании не только на инструментах управления, но и на конечных результатах.
Также критики модели отмечают декларируемость изучаемой корпоративной культуры. Респондентами в каждой компании были представители руководства компании, которые позиционировали скорее желаемую культуру, нежели действительную.
Еще одним недостатком модели является преобладание западного опыта оценивания корпоративной культуры; неизвестно, будет ли модель релевантна для азиатских компаний. Денисон проводил исследование российских компаний на предмет возможности использования для них модели эффективности. Результаты были приблизительно схожи с западными компаниями, но анализировались по большей части иностранные корпорации, присутствующие в России и опрашивались руководители — представители западной модели менеджмента.
Впоследствии, доказательная база Денисона подвергалась сомнению, было произведено масштабное исследование, где опрашивались уже не только исполнительные директора, но и рядовые сотрудники. Исследование показало, что связь между организационной культурой и показателями эффективности можно считать значимой только для оценки рыночной стоимости компании, в то время как рост продаж и отдача на капитал не были связаны с корпоративной культурой.